# Alcuéscar
Alcuéscar es un municipio español, en la provincia de Cáceres. Se encuentra prácticamente en el centro de Extremadura en el límite con la provincia de Badajoz, formando parte de la Mancomunidad Integral Sierra de Montánchez. Con 2554 habitantes, Alcuéscar es el municipio más poblado de esta mancomunidad.
La localidad se encuentra situada entre las sierras del Centinela y de la Lombriz, marcando el contacto de las sierras de Montánchez y San Pedro, e indica el fin de la penillanura por el sur. Las cotas más elevadas alcanzan los 696 y 698 m. El municipio de Alcuéscar es famoso por la iglesia de Santa Lucía del Trampal, un templo visigodo que se construyó alrededor del siglo VII en su término y ha sido recientemente restaurado y adaptado para su visita con un centro de interpretación.

## Símbolos
El escudo de Alcuéscar se aprobó mediante la Orden de 2 de septiembre de 1997, por la que se aprueba el Escudo Heráldico y Bandera Municipal, para el Ayuntamiento de Alcuéscar, publicada en el Diario Oficial de Extremadura el 23 de septiembre de 1997, luego de haber sido aprobado el escudo por el ayuntamiento el 29 de julio de 1996 y emitir informes el Consejo Asesor de Honores y Distinciones de la Junta de Extremadura el 9 de julio y el 13 de diciembre de 1996. El escudo se define así:

Escudo mantelado en jefe. Primero, dos estandartes y una media luna de gules sobre jaquelado azul y plata. Segundo, de gules, basílica del Trampal de oro. Bordura de plata, cinco cruces de Santiago de gules. Al timbre Corona Real cerrada.

La bandera se aprobó mediante la misma orden y su descripción es como sigue:

Bandera rectangular de proporciones 2/3, entado al asta jaquelado azul y blanco. Resto del paño por mitad horizontal amarillo (en lo alto) sobre rojo (en lo bajo), con el escudo municipal al centro y en sus colores.

## Geografía
Integrado en la comarca de Cáceres y en la Mancomunidad Sierra de Montánchez, se sitúa a 42 kilómetros de la capital cacereña. El término municipal está atravesado por la Autovía Ruta de la Plata (A-66) y por la carretera nacional N-630, entre los pK 586 y 594, además de por carreteras locales que conectan con Montánchez y Carmonita. 
El relieve del municipio está definido por tres zonas diferenciadas. Por el sur y suroeste se extienden las zonas terminales de la Sierra de San Pedro, que incluyen la sierra de la Lombriz y la Sierra del Centinela. Por el este predominan las amplias lomas con desniveles poco acusados, por la cercanía del río Aljucén, que hace del límite por el este con Arroyomolinos. Finalmente, el norte es mucho más llano, definido por el río Ayuela, que remansa sus aguas en el embalse de Alcuéscar. La altitud oscila entre los 698 metros al oeste (cerro del Canchal) y los 355 metros al sureste, en la vega del río Aljucén. El pueblo se alza a 487 metros sobre el nivel del mar. 
| Noroeste: Casas de Don Antonio                                          | Norte: Casas de Don Antonio y Albalá | Nordeste: Montánchez   |
| Oeste: Casas de Don Antonio, Carmonita (Badajoz) y Montánchez (exclave) |                                      | Este: Arroyomolinos    |
| Suroeste: Montánchez (exclave)                                          | Sur: Montánchez (exclave)            | Sureste: Arroyomolinos |

Además, el término de Alcuéscar tiene un exclave entre Mérida, Arroyomolinos y el mencionado exclave de Montánchez.

## Historia
La fundación de Alcuéscar se produjo en el año 830 bajo dominación musulmana. Esta villa extremeña, enclavada casi en el extremo sur de la provincia de Cáceres, fue encomienda de la Orden de Santiago. A finales del siglo XV, la repoblaron árabes procedentes de un lugar de Granada al que denominaban Güescar, posiblemente la actual Huéscar. 
Es admisible también que durante el siglo XVI, y a partir de la repoblación de los moriscos, se le conociera a la villa extremeña con el nombre de Güescar por el del topónimo árabe-granadino. Posiblemente el prefijo al, debieron añadírselo posteriormente para diferenciarla del enclave granadino de donde procedían los citados moriscos, resultando finalmente que al pueblo se le conocía con el arabesco nombre de Algüéscar, o Alcuéscar como se le denomina en la actualidad.
A la caída del Antiguo Régimen la localidad se constituye en municipio constitucional en la región de Extremadura que desde 1834 quedó integrado en Partido Judicial de Montánchez que en el censo de 1842 contaba con 650 hogares y 3560 vecinos.

## Demografía
Alcuéscar cuenta con una población de 2454 habitantes (INE 2024).
| Gráfica de evolución demográfica de Alcuéscar entre 1842 y 2021                                                     |
| |
| Población de derecho según los censos de población del INE Población de hecho según los censos de población del INE |

## Administración y política
En la siguiente tabla se muestran los votos en las elecciones municipales de Alcuéscar, con el número de concejales entre paréntesis, desde las primeras elecciones municipales democráticas:
| Año  | Año | Populares          | Socialistas (PSOE) | Izquierda y otros socialistas | Centro            | Regionalistas             | Otros                    |
| ---- | --- | ------------------ | ------------------ | ----------------------------- | ----------------- | ------------------------- | ------------------------ |
| 1979 |     | No se presentaron  | No se presentaron  | No se presentaron             | UCD: 710 (5)      | No se presentaron         | AE: 863 (6)              |
| 1983 |     | AP-PDP-UL: 531 (3) | PSOE: 1276 (8)     | No se presentaron             | No se presentaron | No se presentaron         | No hubo más candidaturas |
| 1987 |     | AP: 689 (4)        | PSOE: 1136 (7)     | No se presentaron             | No se presentaron | No se presentaron         | No hubo más candidaturas |
| 1991 |     | PP: 627 (4)        | PSOE: 1134 (7)     | No se presentaron             | No se presentaron | No se presentaron         | No hubo más candidaturas |
| 1995 |     | PP: 620 (4)        | PSOE: 1006 (6)     | IU-LV: 112 (0)                | No se presentaron | No se presentaron         | AIA: 162 (1)             |
| 1999 |     | PP: 535 (3)        | PSOE: 1010 (6)     | No se presentaron             | No se presentaron | EU: 295 (2)               | No hubo más candidaturas |
| 2003 |     | PP: 404 (3)        | PSOE: 803 (5)      | IU-SIEX: 47 (0)               | No se presentaron | EU: 537 (3)               | No hubo más candidaturas |
| 2007 |     | PP-EU: 603 (4)     | PSOE: 911 (6)      | No se presentaron             | No se presentaron | EU en coalición con el PP | CIA: 242 (1)             |
| 2011 |     | PP-EU: 659 (5)     | PSOE: 767 (5)      | SIEX: 214 (1)                 | No se presentaron | UPEX: 107 (0)             | No hubo más candidaturas |
| 2015 |     | PP: 635 (4)        | PSOE: 705 (5)      | SIEX: 268 (2)                 | No se presentaron | No se presentaron         | No se presentaron        |
| 2019 |     | PP: 361 (3)        | PSOE: 820 (6)      |                               |                   | UPEX: 207 (1)             | Ciudadanos: 118 (1)      |
| 2023 |     | PP: 326 (2)        | PSOE: 884 (8)      |                               |                   | UPEX: 124 (1)             | Vox: 80 (0)              |

| Periodo   | Nombre                                                                             | Partido |
| --------- | ---------------------------------------------------------------------------------- | ------- |
| 1979-1983 | Luis Polo                                                                          | AE      |
| 1983-1987 | Luis Polo[cita requerida]                                                          | PSOE    |
| 1987-1991 | Luis Polo[cita requerida]                                                          | PSOE    |
| 1991-1995 | Luis Polo                                                                          | PSOE    |
| 1995-1999 | José Antonio Nieto                                                                 | PSOE    |
| 1999-2003 | José Antonio Nieto                                                                 | PSOE    |
| 2003-2007 | Luciano Borrego (hasta octubre de 2003) José Antonio Nieto (desde octubre de 2003) | EU PSOE |
| 2007-2011 | Narciso Muñozo                                                                     | PSOE    |
| 2011-2015 | Juan Caballero                                                                     | PP-EU   |
| 2015-2019 | Narciso Muñozo                                                                     | PSOE    |
| 2019-2023 | Dionisio Vasco Juez                                                                | PSOE    |
| 2023-act. | Dionisio Vasco Juez                                                                | PSOE    |

## Servicios

### Educación
Alcuéscar cuenta con un IES, el IES Santa Lucía del Trampal. También están en el municipio el colegio de infantil y primaria CEIP Doctor Huertas y un aula para adultos.

### Sanidad
En sanidad pública, Alcuéscar es la capital de su propia zona de salud dentro del área de salud de la capital provincial. Pertenecen a la zona de salud de Alcuéscar los municipios de Alcuéscar, Aldea del Cano, Arroyomolinos de Montánchez, Casas de Don Antonio y Montánchez, así como la pedanía cacereña de Rincón de Ballesteros. El centro de salud de Alcuéscar se sitúa en la avenida de Portugal.
En sanidad privada, el municipio cuenta con una consulta de fisioterapia, una clínica dental y una óptica. En el municipio hay una farmacia que coordina sus turnos de guardia con las farmacias de las zonas de salud de Alcuéscar y Valdefuentes.

### Servicios sociales
En Alcuéscar se encuentra la Casa de la Misericordia, centro de atención y residencia de ancianos y personas en situación de discapacidad o necesidad, que es una obra de la Congregación de los Esclavos de María y de los Pobres, que ha alcanzado alto reconocimiento público por su labor, como el Premio Solidarios ONCE Extremadura 2017.

### Seguridad
En el municipio hay un puesto de la Guardia Civil.

## Cultura

### Patrimonio

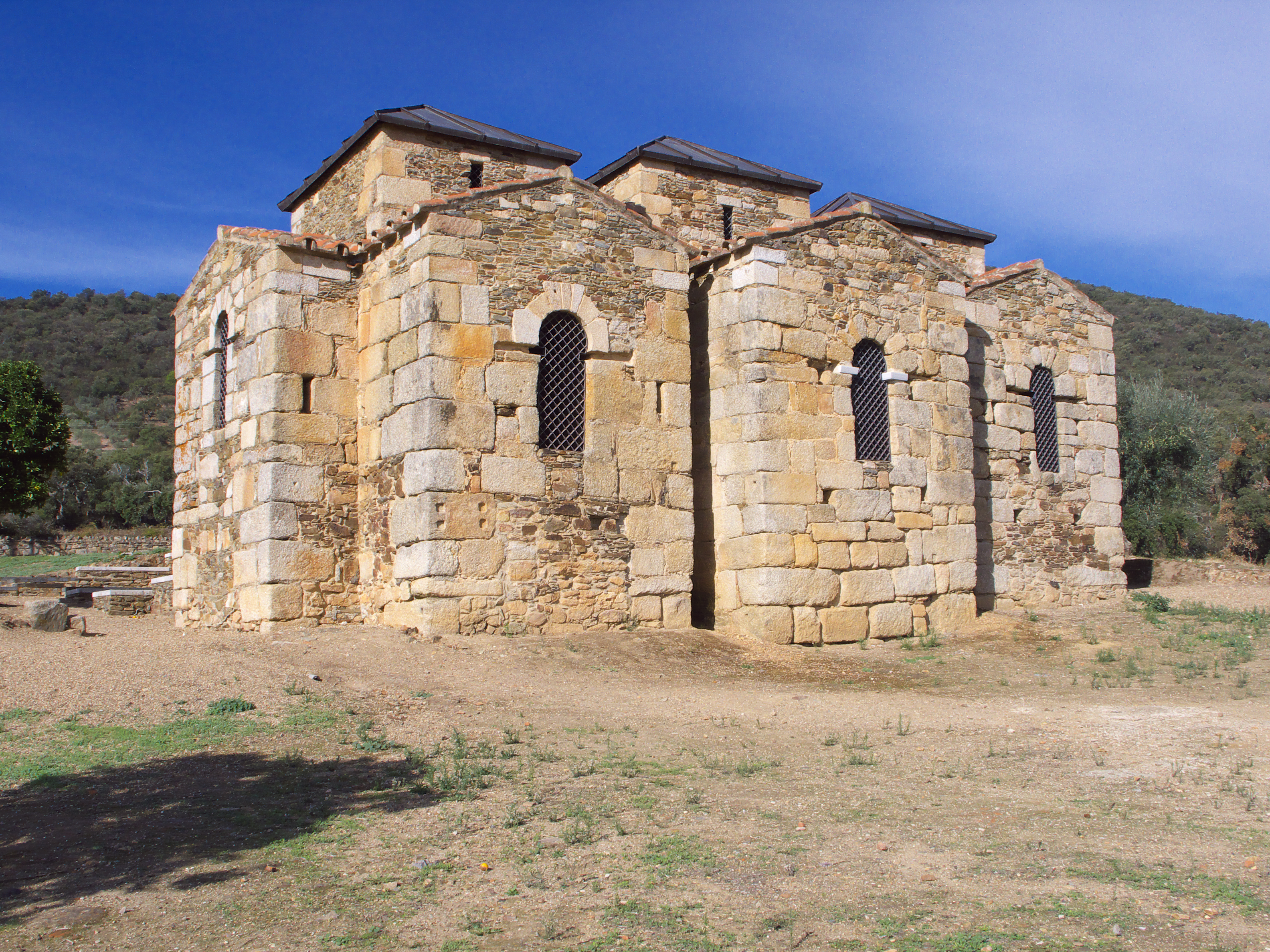
Iglesia de Santa Lucía del Trampal, cercana a Alcuéscar

Iglesia de Nuestra Señora de la Asunción, templo católico perteneciente a la diócesis de Coria-Cáceres.
También destaca la basílica visigoda de Santa Lucía del Trampal y las ermitas de la Virgen de Fátima y San Isidro, así como una capilla en el Cruce de las Herrerías.
Asimismo constituyen ejemplos de gran belleza arquitectónica las grandes casonas señoriales construidas por la poderosa burguesía agraria de Alcuéscar, conformada por las familias de grandes terratenientes, los denominados "ricos de Alcuéscar", como las casas de las acaudaladas familias Cáceres, Valverde, Bonilla, grandes propietarios rústicos originarios de Torremocha, Bote o la familia Pavón.
Desde finales del siglo XX adquirieron gran importancia la difusión de los diferentes Caminos de Santiago. El de la Via de la Plata, que une Sevilla con Astorga, pasa por Alcuéscar. Tiene un albergue de peregrinos, en la Casa de la Misericordia de los Esclavos de María y de los Pobres.

### Festividades
En Alcuéscar se celebran las siguientes fiestas:
- La Jira, romería el Lunes de Pascua;
- Cruz de Mayo, el 1 de mayo;
- Feria de la tenca y el vino, el tercer fin de semana de mayo
- Fiesta del emigrante, el 15 de agosto;
- Virgen del Rosario, el primer fin de semana de octubre;
- Chaquetía, el 1 de noviembre.

### Deporte
El municipio cuenta con dos polideportivos en los que se desarrollan diversas actividades, clases de zumba, gimnasia de mantenimiento, entrenamientos de los equipos de la localidad.
En la actualidad, existen 6 equipos federados, 1 de fútbol y 3 de fútbol sala masculinos y 2 de fútbol sala femenino además de otros 2 de fútbol sala masculinos que juegan él la liga independiente de carmonita también hay un equipo de fútbol sala-base que lo forman pre-benjamines que no compiten en ninguna categoría.